# Carl Uggla (militär)

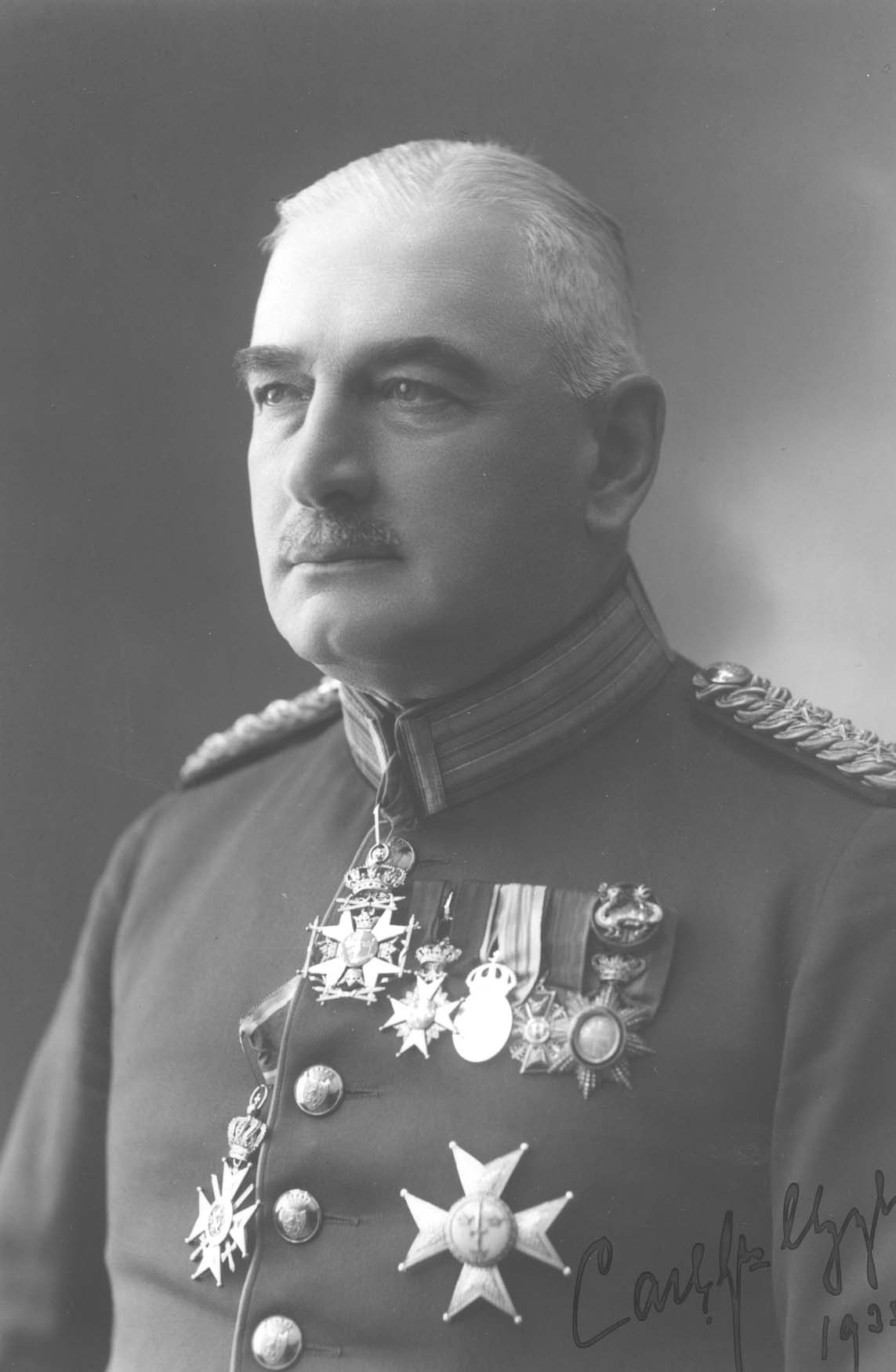
Carl Uggla år 1935

Carl Gustafsson (G:son) Uggla, född 18 december 1875 i Hovförsamlingen, Stockholm, död 16 november 1937 i Engelbrekts församling, Stockholm, var en svensk militär (överste).

## Biografi
Uggla blev underlöjtnant vid Svea livgarde (I 1) 1895, löjtnant 1897 och gick på Krigshögskolan 1900–1902. Uggla var adjutant vid Krigshögskolan 1904–1907, blev kapten 1908 och tjänstgjorde vid Sachsiska livgrenadjärregementet n:r 100 1909–1910. Han var regementskvartermästare 1912–1914, kompanichef vid krigsskolans reservofficerskurser 1915 och officerskurser 1915–1917.
Uggla blev major i armén 1916, var kommendant vid bayerska depåtrupperna 1916–1917 och tjänstgjorde vid Livregementets grenadjärer (I 3) 1917. Uggla blev överstelöjtnant i armén 1922, var chef för infanteriets skolor på Karlsborg 1922–1924 och tjänstgjorde vid Livregementets grenadjärer (I 3) 1923. Han blev chef för krigsskolan 1926, utnämndes till överste i armén 1926 och genomförde studier vid tyska och holländska krigsskolor 1927. Uggla var chef för Skaraborgs regemente (I 9) 1930–1935.

## Utmärkelser[5]
- Riddare av Nordstjärneorden, 1927.
- Kommendör av första klassen av Svärdsorden, 1932.
- Kommendör av Nederländska Oranien-Nassauorden med svärd.
- Officer av Annamitiska Drakorden.
- Riddare av Ryska S:t Annaorden, tredje klassen
- Silvermedalj för förtjänster om Sveriges landstorm.

## Familj
Carl Uggla var son till generalen Gustaf Uggla och Augusta von Post. 
Uggla gifte sig 1903 med Sigrid af Petersens (1879–1947), dotter till bruksägaren vice häradshövding Gösta af Petersens och Lotten Ribbing. Uggla var far till advokaten Claes Gustaf Peder Carlsson Uggla (1904–1948), sjöofficeren Hans Uggla (1907–1989), Marianne Sigrid Augusta Charlotta Uggla (1912–1989), gift Beck-Friis, och Ebba Catharina Uggla (1919–1997), gift med ambassadören Gunnar Ljungdahl. 
Carl Uggla är gravsatt på Solna kyrkogård.

## Fotnoter
1. 1 2 3  Leo van de Pas, Genealogics, 2003, läs online och läs online.[källa från Wikidata]
2. ↑  Hovförsamlingens födelsebok
3. ↑  Sveriges Dödbok 1901–2009, DVD-ROM, Version 5.00, Sveriges Släktforskarförbund (2010).
4. 1 2 3   Vem är det: svensk biografisk handbok. 1933. Stockholm: Norstedt. 1932. sid. 865. Libris 8261511. https://runeberg.org/vemardet/1933/0865.html
5. ↑  H.J.S. Kleberg, red (1935). Kungl. Svenska Riddarordnarna, vol. I. sid. 134
6. ↑  ”Carl G:son Uggla”. Finngraven.se. http://www.finngraven.se/(S(iy5yqslz5n0clfnqsiymvkza))/DisplayInfo.aspx?id=575441. Läst 21 mars 2015.